# Су-57
Су-57 (проектный индекс Т-50, по кодификации НАТО: Felon — «Преступник») — российский многоцелевой истребитель пятого поколения, созданный ОКБ имени П. О. Сухого в рамках комплексной целевой программы «ПАК ФА».
Самолёт разработан для замены в российских ВКС тяжёлого истребителя Су-27.
Первый полёт Т-50 совершил 29 января 2010 года.
В 2013 году началось мелкосерийное производство самолётов на КнААЗе (где проводилась сборка опытных образцов) для испытания вооружений.
Летом 2019 года запущено серийное производство истребителя;
планируется контракт на поставку 76 самолётов, которыми полностью укомплектуют 3 полка.
25 декабря 2020 года ВКС РФ получили первый серийный истребитель.
Первый полёт Су-57 с двигателем второго этапа «Изделие 30» состоялся 5 декабря 2017 года. Установка этих двигателей на серийные самолёты планируется до 2027 года.

## История создания
В конце 1980-х годов военно-воздушные силы СССР (при ведущей роли 30-го ЦНИИ) выработали требования к истребителю пятого поколения для фронтовой авиации на замену МиГ-29 и Су-27. На основе этих требований РСК «МиГ» разработал проект 1.44, а КБ Сухого — Су-47 «Беркут». Распад СССР и последовавший за ним экономический спад не позволили продолжить работу над созданием самолёта, проект 1.44 был позже закрыт из-за прекращения финансирования, а Су-47 «Беркут» стал использоваться в качестве летающей лаборатории.
В мае 2001 года стартовала программа ВВС России по разработке истребителя 5-го поколения — перспективного авиационного комплекса фронтовой авиации (ПАК ФА) (программа «И-21»). Предварительный проект готовился вторую половину 2001 — начало 2002 годов. До августа 2017 года самолёт был известен под индексом Т-50, который с 2008 года был и заводским индексом согласно конструкторской документации.
Для создания ПАК ФА Росавиакосмосом и Минобороны России была разработана комплексная целевая программа, одобренная правительством РФ в декабре 2002 года. В ней определены головной исполнитель (ГУП «АВПК „Сухой“») и сроки выполнения основных этапов работ. Начато проведение комплекса НИОКР и эскизное проектирование, которое предполагалось завершить подачей эскизного проекта к началу 2004 года. Первоначальный бюджет проекта составил 1,5 млрд руб. К реализации программы были привлечены РСК «МиГ» и ОКБ им. Яковлева. План работ предусматривал начало лётных испытаний самолёта на 2006—2007 годы и начало поставок самолётов в войска к 2014—2015 годам.
В 2004 году президенту Российской Федерации был продемонстрирован макет самолёта.
11 августа 2017 года главнокомандующий ВКС РФ Виктор Бондарев впервые официально сообщил серийное название истребителя, известного как Т-50, — самолёт получил обозначение Су-57.
Лётные испытания
29 января 2010 года первый лётный экземпляр Т-50 (Су-57) впервые поднялся в воздух, совершив полёт длительностью около 45 минут. Машину пилотировал заслуженный лётчик-испытатель Герой России Сергей Богдан.
14 марта 2011 года в ходе лётных испытаний Су-57 впервые преодолел звуковой барьер, к этому моменту было совершено 40 испытательных полётов, и началась программа испытаний прототипов на сверхзвуковых скоростях.
24 июля 2012 года начались испытания третьего лётного образца (Т-50-3, б/н 53) с БРЛС Н036, с установленным на нём радаром с активной фазированной антенной решёткой. По состоянию на 28 октября 2013 года совершено более 450 полётов.
18 сентября 2015 года начат завершающий этап испытаний.
17 ноября 2016 года совершил первый полёт 7-й опытный экземпляр Су-57.
21—23 февраля 2018 года в Сирию на авиабазу Хмеймим в провинции Латакия были переброшены четыре истребителя Су-57. Предполагается, что в рамках заключительного этапа испытаний самолёта в реальных боевых условиях были протестированы системы вооружения, возможности бортового радиолокационного оборудования, а также возможность и степень обнаружения российского истребителя американскими радарами и самолётами F-22/F-35.
В ходе испытаний Су-57 подтвердил практически все требования тактико-технического задания в полном объёме.
До конца 2024 года планировалось поставить 22 самолёта Су-57 из числа 76 законтрактованных, остальные 54 должны быть поставлены в 2025—2028 годах.
21 октября 2022 свой первый полёт в рамках совершенствования самолёта совершил модернизированный Су-57. По сообщению ОАК, машину пилотировал герой РФ Сергей Богдан. Полет длился 56 минут и прошёл без замечаний. На самолёте проходил испытания комплекс бортового оборудования с интеллектуальной поддержкой экипажа, а также с возможностью применения новых типов вооружения. Заявлено, что к 2028 году истребителями Су-57 будут укомплектованы три авиаполка.

### Стоимость
Президент Российской Федерации после наблюдения летом 2010 года за ходом испытаний самолёта заявил: «На первом этапе создания самолёта было потрачено 30 миллиардов рублей, ещё столько же требуется для завершения проекта». Он пояснил, что затем начнётся модернизация двигателя, вооружения и так далее. При этом, по словам президента, самолёт будет в 2,5—3 раза дешевле зарубежных аналогов.
ВВС Индии в 2012 году планировали закупать Су-57 по цене 100 млн долларов за самолёт. Однако в апреле 2018 года ВВС Индии сообщили, что не будут запускать проект «FGFA» из-за значительных задержек в разработке машины, значительного увеличения стоимости и сомнений в технологических возможностях истребителя.

15 мая 2019 года была анонсирована закупка Министерством обороны России 76 истребителей Су-57. Контракт был подписан на военно-техническом форуме Армия-2019. Издание «Коммерсантъ», комментируя этот факт, заявило буквально следующее: 
Контракт... оценивается в сумму до 170 млрд руб., что делает его крупнейшим в истории авиации и гарантирует полную загрузку мощностей Комсомольского-на-Амуре авиационного завода как минимум на ближайшее десятилетие.Президент подал военным «Сухого» // Коммерсантъ.
К примеру, стоимость контракта между Министерством обороны США и компанией Lockheed Martin на поставку 57 истребителей-бомбардировщиков F-35, заключённого в ноябре 2015 года, составила 6,1 млрд долларов.

## Конструкция

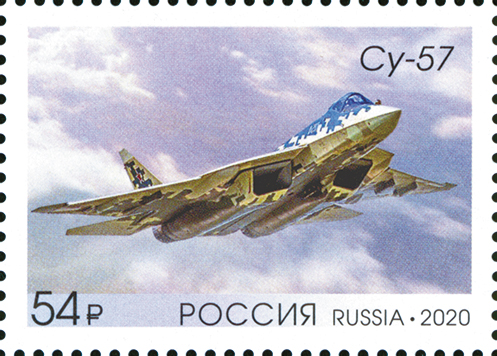
Почтовая марка 2020 год. Россия

Бо́льшая часть информации о Су-57 является секретной. По этой причине известны лишь приблизительные характеристики самолёта. По размаху крыла и длине Су-57 больше F-22, но меньше Су-27. По массе, вероятно, относится, подобно Су-27, к классу тяжёлых истребителей. Самолёт полностью отвечает всем требованиям к истребителям пятого поколения: малозаметен (в том числе благодаря комбинации Стелс-технологий и средств РЭБ), не обладает сверхзвуковой крейсерской скоростью в связи с отсутствием двигателя второго этапа, окончание разработки которого планировалась на 2022 год, способен маневрировать с большими перегрузками, оснащён передовой электроникой, многофункционален. В Су-57 заложена возможность его управления искусственным интеллектом (или оператором) в беспилотном режиме на больших расстояниях от базы. Это снимает физиологические ограничения по скорости и манёвру (перегрузки перестанут играть роль в тактике боевого применения). Истребитель способен выполнять задачи в интеграции с новейшим БПЛА «Охотник». При взаимодействии с истребителем 5-го поколения ударный беспилотник-невидимка может стать прорывом в области боевого применения истребительной авиации. Это открывает огромный простор для эффективного взаимодействия лётчика и боевого робота.

### Кабина
Кабина Су-57 одноместная, шире кабины Су-27 из-за конструктивных особенностей самолёта. Оборудование в значительной степени унифицировано с оборудованием Су-35С. Кабина пилота оснащена генератором кислорода.
Отображение информации осуществляется двумя многофункциональными индикаторами МФИ-35 с диагональю 15 дюймов, одним МФИ меньшего размера ниже справа, одним резервным индикатором для отображения текущей полётной информации выше справа, широкоугольной коллимационной системой ШКС-5 и речевым информатором. Также известно, что часть информации будет отображаться на стекле шлема пилота.
В июне 2019 года в Санкт-Петербурге АО «Электронная компания „Элкус“» проведена презентация оборудования для кабин Су-57. Заместитель гендиректора АО Игорь Троников отметил, что компанией созданы опытные образцы интегрированных экранов-индикаторов в формате «трюмо». Ранее индикаторы в кабине имели раздельное расположение. Однако именно после испытаний лётчики отметили, что было бы удобнее, если бы система экранов была интегрированной.
Органы управления — центральная РУС и боковой РУД.
Фонарь кабины состоит из двух частей: передней (козырька) и задней. Открывается он сдвиганием назад задней части (аналогично Т-10). Задняя часть фонаря у Т-50-1 и Т-50-3 имеет продольный переплёт, у остальных (Т-50-2, Т-50-4, Т-50-5) переплёт отсутствует. Известно также, что в будущем фонарь кабины может быть значительно изменён. С внутренней стороны фонаря наносится радиопоглощающее покрытие, снижающее радиозаметность на 30 %.
Генеральный директор и главный конструктор НПП «Звезда» Сергей Поздняков сообщил Интерфаксу, что на Су-57 будет установлено катапультное кресло пятого поколения. По его словам, новое кресло по ряду параметров превосходит предыдущие поколения кресел, используемых на самолётах ВВС России.
Особенностью новой катапульты стало использование многопрограммной электронной системы управления движением кресла, связанной с информационной системой самолёта. Цифровая ЭВМ этой системы в автоматическом режиме анализирует скорость самолёта, его высоту полёта, углы тангажа, крена, угловые скорости и другие параметры. При этом учитывает многие другие данные, в том числе рост и вес лётчика — от 44 до 111 кг. Испытания нового кресла проходят параллельно с испытаниями самолёта. По его словам, завершить испытания катапультного кресла нового поколения планировалось в 2010 году. Снаряжение, кислородная система, система жизнеобеспечения на Су-57 также будут новыми. Их разработка и испытания также завершатся в этом году, добавил конструктор.

### Планер
Су-57 имеет интегральный планер, выполненный по нормальной аэродинамической схеме со среднерасположенным трапециевидным в плане крылом, плавно сопряжённым с фюзеляжем. Почти половину (зрительно около 46 %) размаха крыла составляет широкий фюзеляж. Угол стреловидности по передним и задним кромкам крыла к поперечной оси планера составляет 48° и −14° соответственно.
Механизация состоит из носков крыла, флаперонов и элеронов. Приводы последних расположены под крылом и выступают из его плоскости небольшими продолговатыми обтекателями. Концы крыла имеют скосы.
Крыло имеет развитый наплыв с поворотной передней частью — аналогом ПГО вместо узкой поворотной кромки — носка. При неработающих двигателях поворотные части наплыва находятся в висячем положении. Более естественным нерабочим состоянием поворотных частей наплыва является их неотклонённое положение — на случай отказа управления ими в полёте.
На самолётах Су-30, Су-33 и Су-34 для повышения манёвренности применялось ПГО из-за отсутствия двигателей с УВТ. Наличие ПГО повышает манёвренность самолёта в вертикальной плоскости, особенно на предельных углах атаки, увеличивая диапазон критических режимов до срыва потока с несущих и управляющих плоскостей. Но эффективность ПГО в целом ниже, чем применение двигателей с УВТ, сопла которых отклоняются всеракурсно.
Хвостовое оперение включает цельноповоротные трапециевидные стабилизаторы и кили, установленные с развалом около 26° для уменьшения заметности. В основании килей расположены небольшие воздухозаборники для охлаждения оборудования самолёта. В качестве аэродинамического тормоза для увеличения лобового сопротивления применяется поворот килей левого влево, правого вправо.
Двигатели имеют регулируемые подфюзеляжные воздухозаборники. Мотогондолы широко разнесены и разделены плоским днищем фюзеляжа шириной около 1,3—1,4 м. Там же, друг за другом, с небольшим промежутком, расположены две пары створок внутренних отсеков вооружения. От поворотной части наплыва крыла, назад на несколько метров, тянутся 2 треугольных в сечении гребня, установленные под местами сопряжения консолей крыла и фюзеляжа. На наружных сторонах этих гребней расположены створки внутренних отсеков вооружения.
В хвостовой части фюзеляжа между соплами двигателей находится далеко выступающая за сопла, как у Су-27, хвостовая балка, в которой установлен выдвижной контейнер с парашютно-тормозной системой самолёта. На правой стороне носовой части самолёта установлена авиапушка, на левой — выдвижная штанга для дозаправки в воздухе.
Шасси Су-57 трёхстоечное, все стойки убираются в сторону, по направлению полёта. Колея шасси, благодаря широкому фюзеляжу, составляет 5,5 м. Носовая стойка двухколёсная с двумя посадочными фарами и грязеотбойником. Ниша передней стойки закрывается двумя парами створок. Передние створки длиннее задних и открываются только в момент уборки/выпуска шасси, находясь в закрытом положении при выпущенной стойке для снижения воздействия бокового ветра. Основные стойки шасси одноколёсные (диаметр колёс — 1 м) и оснащены тормозами. Их ниши расположены у наружных сторон воздухозаборников. При уборке основные стойки совершают поворот по двум осям.
В значительной степени форма планера Су-57 определена применявшимися при его проектировании технологиями снижения заметности, что характерно для всех истребителей пятого поколения (см. раздел Малозаметность).
Масса планера снижена за счёт широкого применения композиционных материалов — по словам главного конструктора А. Давиденко, по массе композитные материалы составляют 25 % веса пустого самолёта, а по площади поверхности — 70 %. Также он отметил что, по сравнению с Су-27, в планере Су-57 в четыре раза меньше деталей. Это позволяет уменьшить трудоёмкость и сократить время изготовления, что влияет на снижение цены машины. Для защиты от поражения молниевым разрядом конструкций из углепластика, выходящих на внешнюю поверхность планера, во ФГУП «ВИАМ» для Су-57 разработано новое молниестойкое покрытие, также обеспечивающее снижение массы самолёта.

### Двигатели
АЛ-41Ф1
На прототипе Су-57, а также на первых серийных образцах, которые должны были поступить на вооружение российских ВВС в 2015 году, установлены двигатели первого этапа — АЛ-41Ф1 (изделие 117). Это авиационный турбореактивный двухконтурный двигатель с форсажной камерой и управляемым вектором тяги, созданный ПАО «ОДК-УМПО» по заказу ОКБ Сухого, он позволяет развивать сверхзвуковую скорость без использования форсажа, а также имеет полностью цифровую систему управления и плазменную систему зажигания. В отличие от двигателей Pratt & Whitney F119-PW-100 для F-22 Raptor, имеет круглое, а не прямоугольное сопло.
От двигателя для Су-35С (изделие 117С) его отличает повышенная сила тяги, сложная система автоматизации, полностью цифровая система управления, новая турбина и улучшенные расходные характеристики.
АЛ-51Ф1 («Изделие 30»)
В рамках программы «ПАК ФА» разрабатывается двигатель второго этапа под условным обозначением «Тип 30» («Изделие 30»).
Двигатель второго этапа планировалось разработать в течение 10—12 лет с даты начала тендера Минобороны РФ, в котором участвовала Объединённая двигателестроительная корпорация (ОДК).
В декабре 2014 года гендиректор ОДК Владислав Масалов сообщил о планах довести двигатель до установки на самолёты и первых вылетов к 2017 году. В июне 2015 года от Владислава Масалова стало известно о готовности технического проекта двигателя, о разработке конструкторской документации для изготовления опытных образцов двигателя и о планах изготовления двух опытных образцов до конца 2015 года, что полностью соответствует госконтракту и графику работ. 2 сентября 2016 года гендиректор КнААЗ Александр Пекарш сообщил, что опытные образцы двигателя построены и проходят наземные испытания по плану.
Двигатель является полностью новым, а не модернизацией. У него новые вентилятор, полностью перепрофилированный компрессор, «горячая» часть, система управления. По словам представителя «ОДК», в двигателе внедрено «много новшеств, которые в некоторых случаях не имеют и близкого аналога в мире». Первый полёт Су-57 с двигателем «Изделие 30» состоялся 5 декабря 2017 года.
Генеральный директор «Объединённой авиастроительной корпорации» (ОАК) Юрий Слюсарь сказал в 2023 году о том, что двигатель «Изделие 30» нуждается в доработке и дальнейших испытаниях. По словам главы «Объединённой двигателестроительной корпорации» (ОДК) Вадима Бадеха, начало производства серийных истребителей Су-57 с двигателями этой модели ожидается до 2027 года.
Макет двигателя АЛ-51Ф1, он же «Изделие 30», будет впервые представлен в ноябре 2024 года в Китае на 14-м авиационном форуме Airshow China.

### Авионика

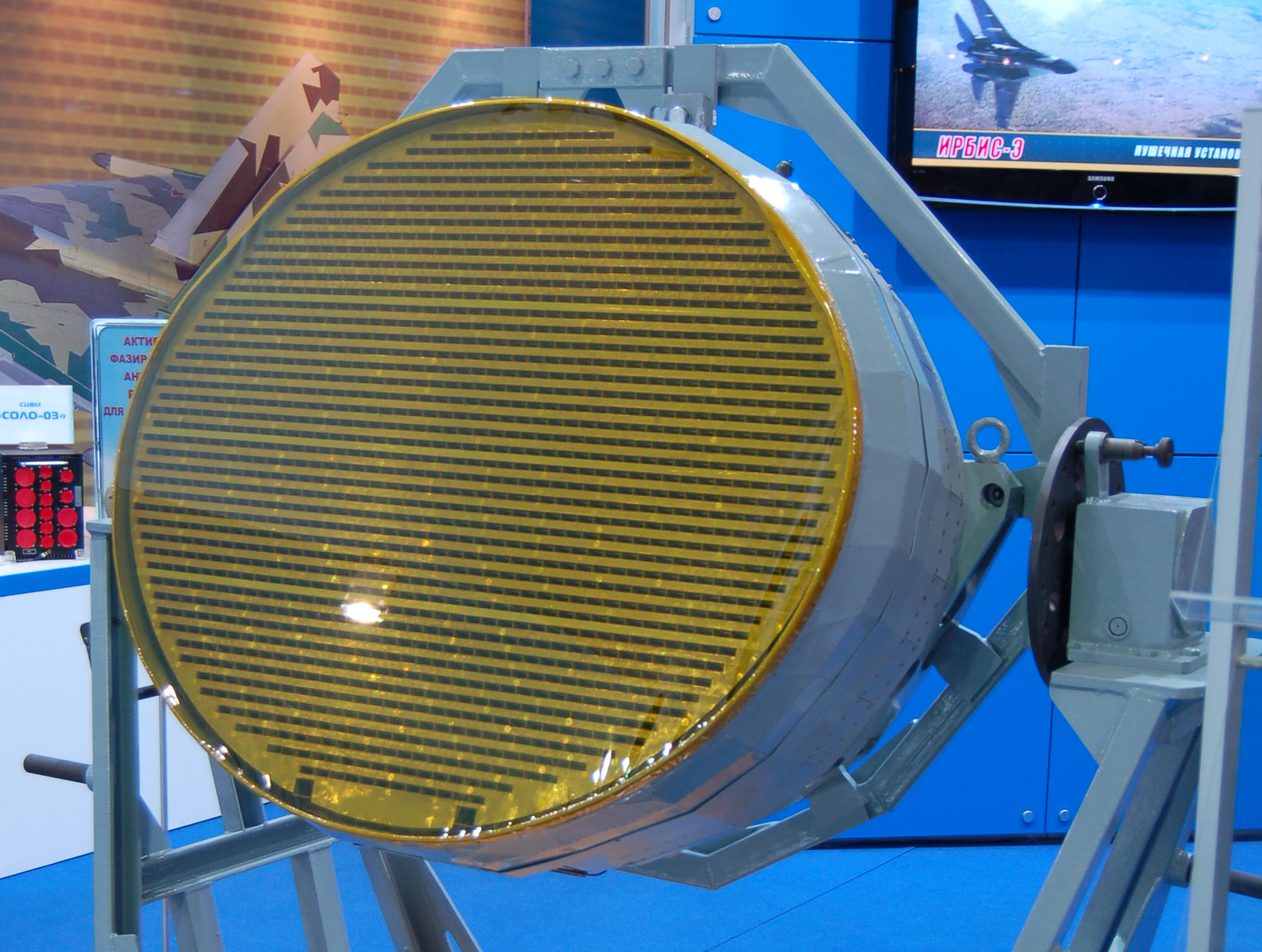
Прототип Н036 Белка — РЛС с АФАР для Су-57, представленный НИИП на МАКС-2009

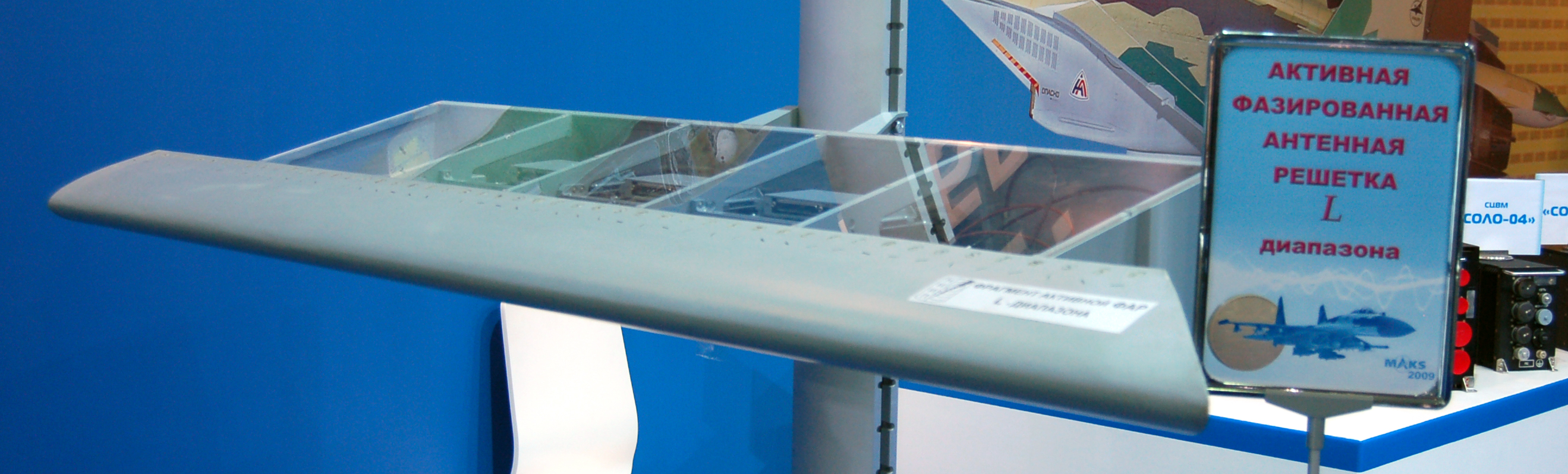
АФАР в предкрылке. МАКС-2009

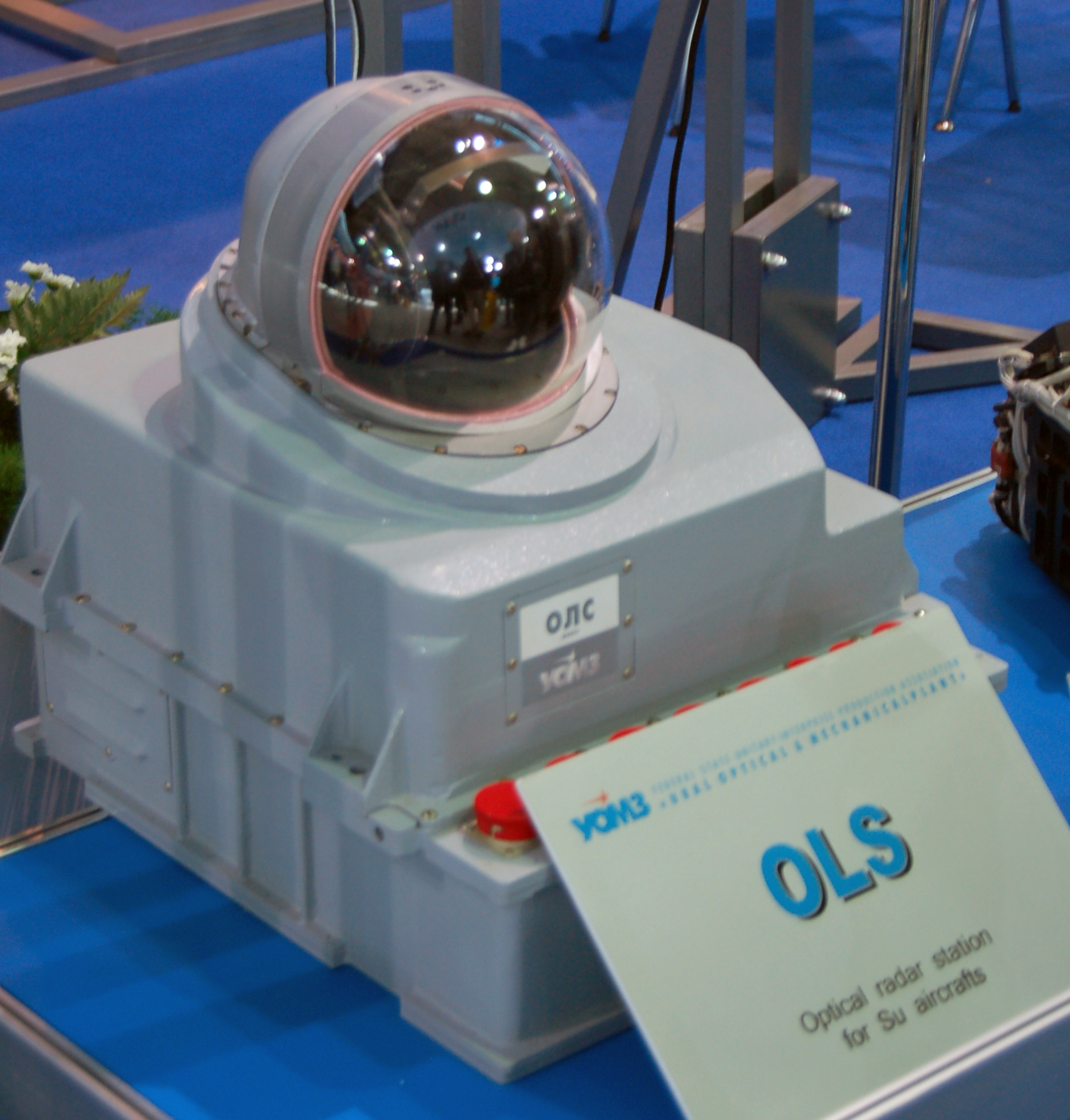
ОЛС для самолётов Су. МАКС-2009

По заявлениям Юрия Белого, генерального директора НИИП, радиоэлектронная система Су-57 будет принципиально новой, отличающейся от авиационной бортовой РЛС в традиционном понимании. Так, на самолёте будет установлена не только основная радиолокационная станция с АФАР, но и набор других, как активных, так и пассивных радиолокационных и оптиколокационных станций, разнесённых по всей поверхности самолёта, фактически составляя «умную обшивку». Константин Макиенко, редактор журнала Moscow Defense Brief, уточнил, что интегрированная многофункциональная радиолокационная система Т-50 будет содержать 5 встроенных антенн.
На Су-57 планируется устанавливать оптико-электронную локационную систему (ОЛС) обнаружения воздушных целей передней полусферы — ОЛС-50М. Она установлена подобно Су-27 перед кабиной пилота со смещением к правому борту, из-за особенностей выноса заправочной штанги. Особенностью является способность поворачивать активную часть в сторону задней полусферы, чем достигаются такие свойства, как защита от солнечной эрозии в стояночном положении, так и понижение ЭПР. Первое свойство достигается физическим изолированием рабочей части от лучей солнца, а второе нанесенем радиопоглощающих материалов на обратной стороне подвижной части.
На Су-57 планируется устанавливать новую РЛС с активной фазированной антенной решёткой (АФАР), разработки НИИП, содержащей 1526 приёмо-передающих модулей, что обеспечит самолёту большую дальность обнаружения, многоканальность сопровождения целей и применения по ним управляемого ракетного оружия. Плоскость ФАР расположена под наклоном, что несколько снижает её мощность при работе по наземным целям, однако существенно снижает её вклад в ЭПР самолёта. Радар построен полностью на российской элементной базе на основе наногетероструктур арсенида галлия (GaAs) и передовых технологий антенных систем с электронным управлением лучом. Новый радар был впервые представлен общественности на авиасалоне МАКС-2009, где представитель НИИП сообщил, что испытания РЛС были начаты в ноябре 2008 года, работы по совместным испытаниям с другими системами самолёта — летом 2009 года, а выпуск первой полностью готовой к боевому применению БРЛС запланирован на середину 2010 года.
Кроме основной БРЛС на МАКС-2009 также была представлена дополнительная РЛС для Су-57 L-диапазона, конструктивно размещаемая в предкрылке. Применение дополнительной РЛС, разнесённой с основной как по положению, так и по частотному диапазону, позволит не только увеличить помехозащищённость и боевую живучесть конструкции, но и в значительной степени нейтрализует технологии снижения заметности самолётов противника, которые способны уменьшить заметность лишь в определённом диапазоне длин радиоволн. Предполагается, что подобные РЛС смогут быть также размещены в любых конструктивных элементах планера.
В состав радиолокационного комплекса Ш-121 входят: антенная система переднего обзора Н036-1-01, антенная система L-диапазона Н036L-1-01 и антенные системы бокового обзора — Н036Б-1-01Л и Н036Б-1-01Б.
Проектируемая РЛС — Н036 Белка с АФАР. Использование планировавшейся на ранних этапах РЛС Н035 Ирбис невозможно из-за несоответствия габаритов, однако, в разрабатываемой Н036 «Белка» использована часть технологий, применяемых на этой РЛС (по некоторым данным, значительная часть технологий, используемых на Н035 «Ирбис», будет использоваться в РЛС Н036, большая часть характеристик пока остаётся неизвестной). В 2009 году на МАКС-2009 был впервые показан прототип Н036 «Белка».
Характеристики РЛС Н036 «Белка»
- Количество ППМ: 1526 шт
- Размер антенного полотна: 700 × 900 мм

По состоянию на 2015: РЛС состоит из перспективной АФАР X-диапазона в носовом отсеке, двух радаров бокового обзора, а также АФАР L-диапазона вдоль закрылков; представлена впервые публично на МАКС-2015.

### Малозаметность
Малозаметность является одним из основных требований к истребителю пятого поколения и означает комплекс мер, принятых для уменьшения возможности обнаружения самолёта в радио-, инфракрасном и видимом световом диапазонах длин волн, а также акустически. Это станет одним из факторов повышенной боевой выживаемости истребителя.
Снижение заметности Су-57 в радиодиапазоне обеспечиваются как формой, поглощающими и отражающими радиоволны материалами в конструкции и покрытии планера самолёта, так и средствами РЭБ. В частности, кромки крыла и других элементов планера ориентированы в нескольких строго ограниченных направлениях, а поверхности наклонены в чётко определённом диапазоне углов. Также в конструкции исключено взаимное расположение поверхностей под углом 90° во избежание эффекта уголкового отражателя. Радиопоглощающие материалы конструкции и покрытия планера в значительной степени снижают силу отражаемых сигналов. В некоторых случаях (например в остеклении кабины) применяются отражающие материалы.
Кроме того, для снижения радиозаметности часть вооружения спрятана во внутренних отсеках самолёта. Благодаря этим мерам отражаемый сигнал значительно ослабляется и направляется в сторону от источника. В результате РЛС противника не получает информацию о пространственном положении и скорости самолёта. Поскольку абсолютной незаметности добиться невозможно, всегда присутствует сигнал, который, отразившись от самолёта, всё-таки возвращается к источнику. Его характеристика выражается значением эффективной площади рассеяния (ЭПР), уменьшение которой, по сути, и является основной целью мер снижения радиозаметности. Значение эффективной площади рассеивания самолёта существенно зависит от направления, из которого исходит излучение. Это мера наиболее эффективна против РЛС с совмещёнными приёмниками и передатчиками. Именно такими РЛС оснащаются истребители и иные боевые самолёты любого противника. Такими же РЛС оснащены и ЗРК и ЗРПК ближнего действия.
Снижение заметности в видимом диапазоне обеспечивается камуфляжным (маскировочным) окрашиванием планера. Маскировочная окраска может быть защитной (сливающейся с фоном) и деформирующей (искажающей зрительное восприятие формы самолёта). Последнее достигается окрашиванием выделяющихся частей и краёв планера в более тёмные цветовые тона и, напротив, окрашиванием в более светлые тона не выделяющихся, центральных частей. Окраска первого лётного экземпляра Су-57 — зимняя, деформирующая.
Снижение тепловой (инфракрасной) и акустической (звуковой) заметности в значительной степени определяется конструкцией двигателей самолёта (см. раздел Двигатели).

Также важную роль в малозаметности истребителя играет его способность оперативно получать информацию о противнике, не обнаруживая себя. Для этого самолёт должен иметь систему пассивных датчиков и сенсоров и надёжные каналы обмена информацией (см. раздел Радио- и оптоэлектронное оборудование).

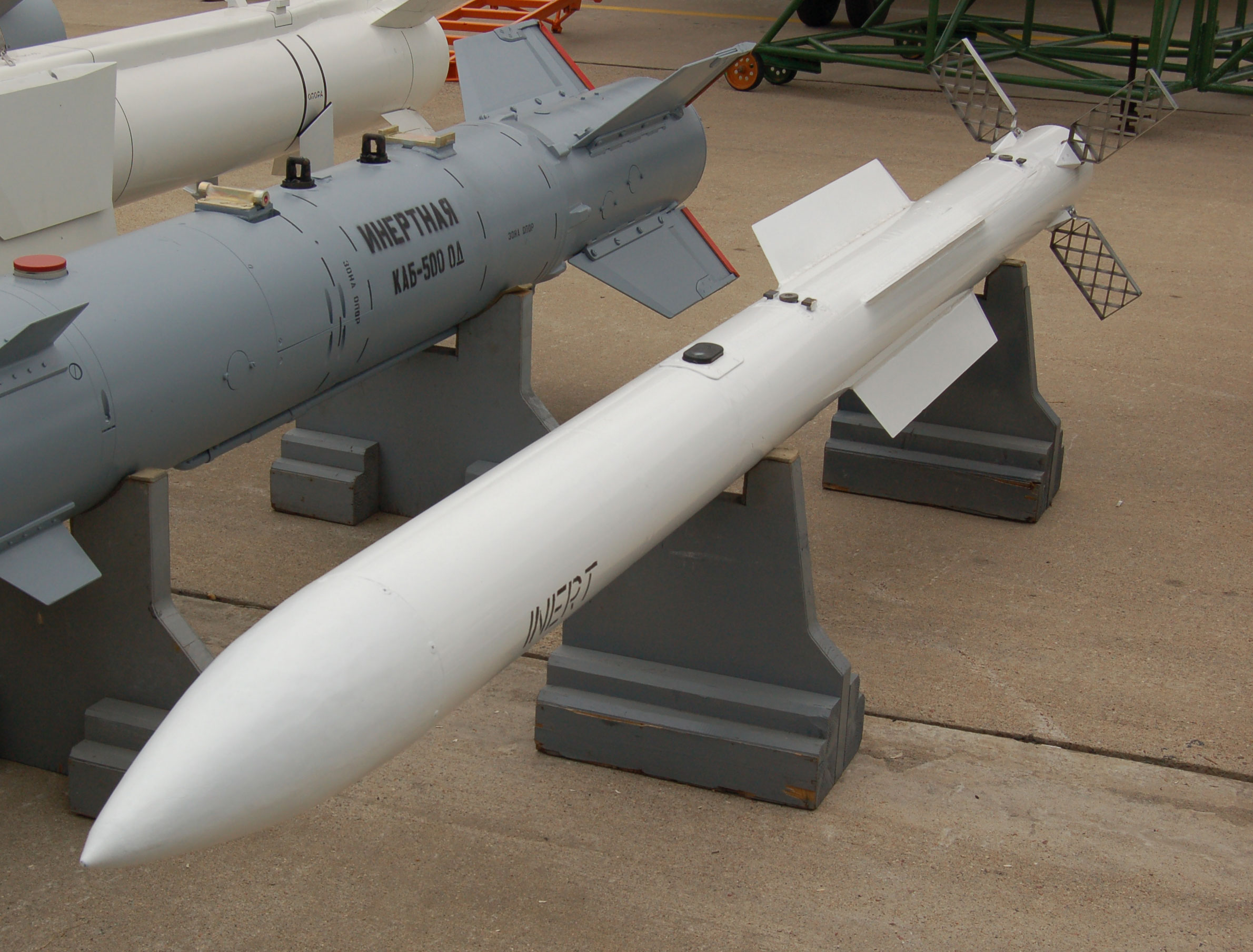
УРВВ РВВ-АЕ на МАКС-2009

### Вооружение
Истребитель оснащён 30-мм авиапушкой 9-А1-4071К, впервые испытанной в 2014 году. Пушка разработана специалистами тульского КБП. Новое орудие является модернизированным вариантом 30-мм авиационной пушки ГШ-30-1 (9-А-4071К), производимой с 1980-х годов для истребителей МиГ-29, Су-27 и их модификаций. Также Су-57 получит все новейшие образцы УРВВ и УРВП российского производства.
Помимо средств поражения, на самолёт могут подвешиваться топливные баки ПТБ-2000, ПТБ-3400, вкладные топливные баки ВТБ-М и ВТБ-Б, а также подвесной прицельный контейнер 101КС-Н (КС — комплекс самозащиты, Н — опознавание наземных целей), «Уральского завода имени Яламова».

## Модификации
| Название модели | Краткие характеристики, отличия                 |
| --------------- | ----------------------------------------------- |
| FGFA            | Двухместный, задумывался для Индии              |
| Су-57Э          | Экспортный                                      |
| Су-57М1         | Модернизированный, с новыми двигателями АЛ-51Ф1 |

### Экспортная модификация
Экспортная модификация Су-57 для поставки в Индию (и, возможно, в другие страны) получила название FGFA (англ. Fifth-Generation Fighter Aircraft, истребитель пятого поколения). Объединённая авиастроительная корпорация (ОАК) и индийская компания Hindustan Aeronautics Limited (HAL) подписали контракт о совместной разработке и производстве истребителя пятого поколения. По условиям достигнутого соглашения, индийская компания должна была заняться разработкой бортового компьютера, навигационной системы, информационных дисплеев в кабине пилота и системы самозащиты. Остальные работы в совместном проекте должна была взять на себя российская компания «Сухой». В рамках процесса по подготовке контракта между ОАК и корпорацией HAL о совместной разработке истребителя пятого поколения в 2010 году в подмосковном Жуковском на аэродроме «Раменское» состоялась демонстрация Су-57 представителям Минобороны и ВВС Индии, а также корпорации HAL. Предполагалось, что доля HAL в совместном проекте составит не менее 25 %. Общая стоимость проекта оценивалась в 8—10 млрд долларов. Предполагалось, что индийская версия истребителя впоследствии поставлялась бы на экспорт. 
По состоянию на октябрь 2017 Индия формально продолжала разрабатывать совместный с Россией истребитель пятого поколения, но окончательное решение о его будущем должно было принять индийское правительство, как заявлял глава корпорации HAL.
В конце апреля 2018 года Индия вышла из совместного с Россией проекта FGFA. Индийские военные посчитали, что создаваемый российский истребитель не отвечает заявленным требованиям скрытности. Также индийская сторона полагает, что боевая авионика, радары и датчики российской разработки не соответствуют стандартам боевого самолёта пятого поколения.
В ноябре 2024 года экспортная версия Су-57Э приняла участие в лётной программе 14-го авиасалона Airshow China в Чжухае, это было первое выступление Су-57Э за рубежом. На самом авиашоу посетители могли подходить вплотную к самолёту, китайские соцсети заполнили фото частей самолёта с близкого расстояния, в комментариях к которым пользователи высмеивали качество его сборки, отмечая многочисленные производственные недостатки, такие как торчащие болты и неплотные стыки секций самолета. Сравнения с китайским истребителем J-20 были явно не в пользу российского самолёта. 
Стоит отметить, что в лётной программе принимал участие лётный прототип с бортовым номером 054, ошибочно принятый за серийную экспортную версию.
В конце 2024 года аналитики Bulgarian Military сообщали, что медлительное производство ставит под сомнение экспортный потенциал Су-57, утверждая, что китайский J-35 может потеснить российскую разработку.

### Су-57М1
Модернизированный вариант истребителя, отличающийся от базовой модели рядом усовершенствований:
- Новый двигатель АЛ-51Ф-1. Должен значительно улучшить все аспекты лётно-технических характеристик истребителя, повысить его скрытность , снизить эксплуатационные расходы и потребность в техническом обслуживании, одновременно увеличивая мощность бортовых подсистем, таких как радары. Ожидается, что благодаря новым двигателям Су-57М1 будет иметь более высокую тягу, чем любой другой истребитель, за исключением, возможно, J-20.
- Обновлённый планер. Расширен для обеспечения большей аэродинамической подъемной силы и улучшенной устойчивости на сверхзвуковых скоростях. Фюзеляж и внутренние отсеки вооружения Су-57М1 также будут более плоскими относительно базовой модели, что дополнительно улучшит возможности самолета по скрытности.
- Новый радар и помощник на базе искусственного интеллекта.
- Новая нашлемная система прицеливания.
- Новая ракета дальнего действия «Изделие  810». Разработана как миниатюрная модификация Р-37М, которая, как сообщается, может размещаться во внутренних отсеках вооружения Су-57.

Ожидается, что производство новой модификации начнётся в начале 2026 года, а на вооружение ВКС России самолёт поступит до конца 2026 года. 

## Производство

### Опытные образцы
| Экземпляр      | Бортовой номер | Примечания |
| -------------- | -------------- | --- |
| Т-50-0         | —              | Образец для наземных статических испытаний |
| Т-50-КНС       | —              | Комплексный натурный стенд (КНС) для наземных испытаний                                                                                        |
| Т-50-1         | 051            | Первый лётный прототип. Первый полёт состоялся 29 января 2010 года.                                                                            |
| Т-50-2         | 052            | Второй лётный прототип. Первый полёт состоялся 3 марта 2011 года.                                                                              |
| Т-50-3         | 053            | Третий лётный прототип. Первый полёт состоялся 22 ноября 2011 года.                                                                            |
| Т-50-4         | 054            | Четвёртый лётный прототип. Первый полёт состоялся 12 декабря 2012 года.                                                                        |
| Т-50-5/Т-50-5Р | 055            | Пятый лётный прототип. Первый полёт состоялся 27 октября 2013 года. После ремонта получил индекс Т-50-5Р, первый полёт — 16 октября 2015 года. |
| Т-50-6         | 056            | Шестой лётный прототип. Прототип второго этапа. Первый полёт состоялся 27 апреля 2016 года.                                                    |
| Т-50-7         | —              | Образец второго этапа для наземных статических испытаний.                                                                                      |
| Т-50-8         | 058            | Седьмой лётный прототип. Прототип второго этапа. Первый полёт состоялся 17 ноября 2016 года.                                                   |
| Т-50-9         | 509            | Восьмой лётный прототип. Прототип второго этапа. Первый полёт состоялся 24 апреля 2017 года.                                                   |
| Т-50-10        | 510            | Девятый лётный прототип. Прототип второго этапа. Первый полёт состоялся 23 декабря 2017 года.                                                  |
| Т-50-11        | 511            | Десятый лётный прототип. Прототип второго этапа. Завершает опытную партию. Первый полёт состоялся 6 августа 2017 года.                         |

### Серийное производство
Серийное производство планировалось начать в 2016 году.
Согласно заявлению главнокомандующего Воздушно-космическими силами России генерал-полковника Виктора Бондарева, планировалось получение, 55 таких истребителей с 2017 до 2020 года. (В марте 2015 года замминистра обороны Юрий Борисов сообщил, что министерство обороны намерено закупить меньшее число самолётов, скорректировав план до 12 единиц).
В начале 2016 года заместитель министра обороны Юрий Борисов сообщил, что серийные поставки истребителей Су-57 начнутся лишь с 2018 года.
19 июля 2017 года президент ПАО «ОАК» Юрий Слюсарь заявил о начале передачи военным установочной партии из 12 истребителей в 2019 году. При этом, по его словам, самолёты будут передаваться с двигателями первого этапа, кроме 11-й и 12-й машин, которые в точности будут соответствовать техническому облику серийного самолёта.
В августе 2017 года Главнокомандующий ВКС России генерал-полковник Виктор Бондарев заявил, что истребитель Су-57 начнёт поступать в войска в 2018 году.
В конце апреля 2018 Индия вышла из совместного с Россией проекта по созданию истребителя пятого поколения FGFA на основе Су-57 и, возможно, будет закупать «обычные» серийные Су-57. Для России это означает, что проект FGFA, НИОКР которого на треть зависел от индийских денег, придётся, вероятно, отложить.
20 июня 2018 года замминистра обороны Алексей Криворучко заявил, что Минобороны ожидает первые самолёты из серийной партии Су-57 в 2019 году.
По заявлению вице-премьера Борисова — пока Су-35 может на равных конкурировать с летательными аппаратами стран Запада и Востока, массовое производство Су-57 форсировать не планируется. В планах государственной программы вооружения — 12 самолётов для эскадрильи.
22 августа 2018 года был подписан контракт на поставку первых двух Су-57 со сроком действия на 2018—2020 годы. Источник в авиастроительной области заявил, что «В 2020 году планируется подписание второго контракта на производство и поставку в войска 13 истребителей Су-57, часть из которых получит уже двигатели второго этапа».
15 мая 2019 года президент Российской Федерации анонсировал закупку Министерством обороны России 76 истребителей Су-57, которые должны поступить на вооружение трёх авиационных полков к 2028 году. 27 июня 2019 года министром промышленности и торговли Д. Мантуровым было объявлено, что Министерство обороны заключило контракт на поставку 76 истребителей Су-57 в рамках форума «Армия-2019».
29 июля 2019 года в брошюре, посвящённой 80-летию ОКБ имени Сухого, сообщалось что истребитель Су-57 запустили в серийное производство.
В мае 2020 года вице-премьер Юрий Борисов сообщил: «Госконтракт на поставку 76 самолётов для оснащения трёх авиационных полков Воздушно-космических сил выполняется в соответствии с графиком поставки».
В июле 2020 года в СМИ сообщалось, что серийное производство истребителей на авиационном заводе им. Юрия Гагарина в Комсомольске-на-Амуре сталкивается с проблемами, как то — недостаток свободного места в цехе сборки самолёта.

## Экспорт
По данным портала Menadefense, в 2019 году Алжир заключил контракт на поставку 14 самолётов Су-57Э.
11 февраля 2025 Алжир официально подтвердил закупку у России Су-57Э, став первым экспортным заказчиком данного истребителя 5-го поколения. По предварительной информации, первая партия Су-57Э для Алжира составит 6 истребителей, после чего могут последовать новые поставки. «Первый иностранный заказчик перспективного многофункционального истребителя пятого поколения Су-57Э в 2025 году уже приступит к эксплуатации этого самолета, который поставит "Рособоронэкспорт"», -  сообщил глава “Рособоронэкспорта” Александр Михеев в интервью Интерфаксу в рамках авиасалона Aero India 2025.

## Галерея

Демонстрация прототипа Су-57 на авиасалоне МАКС-2013
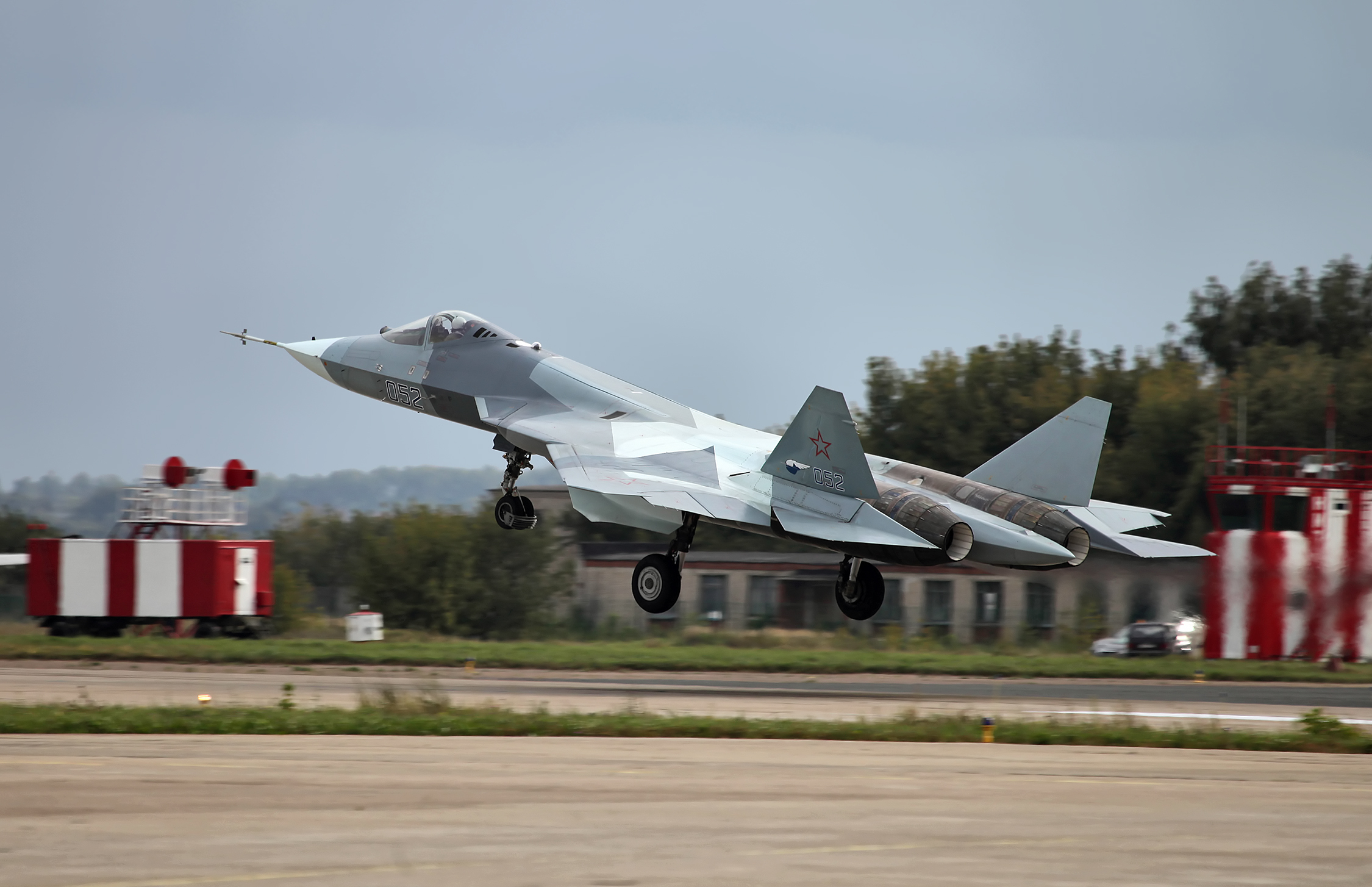
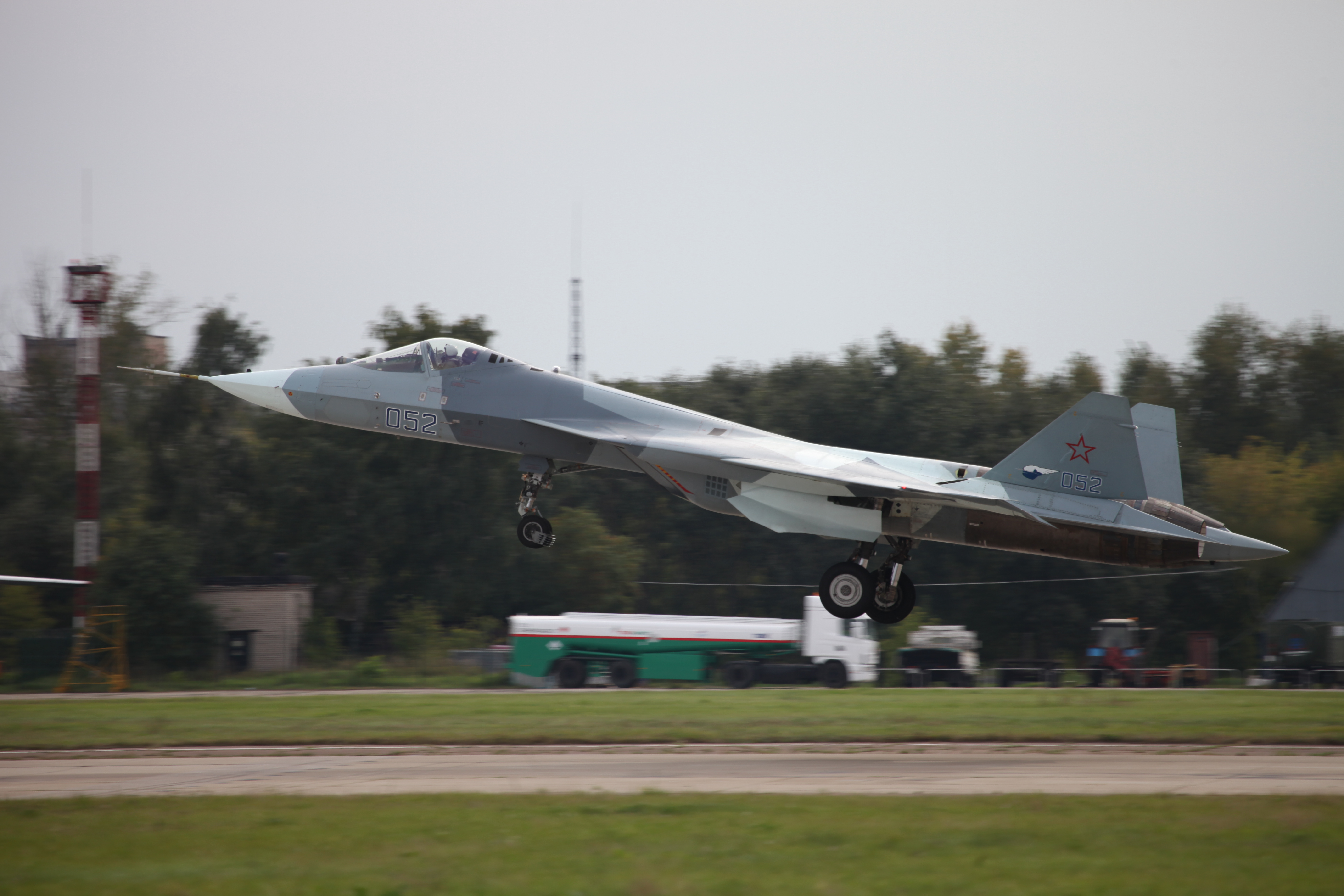
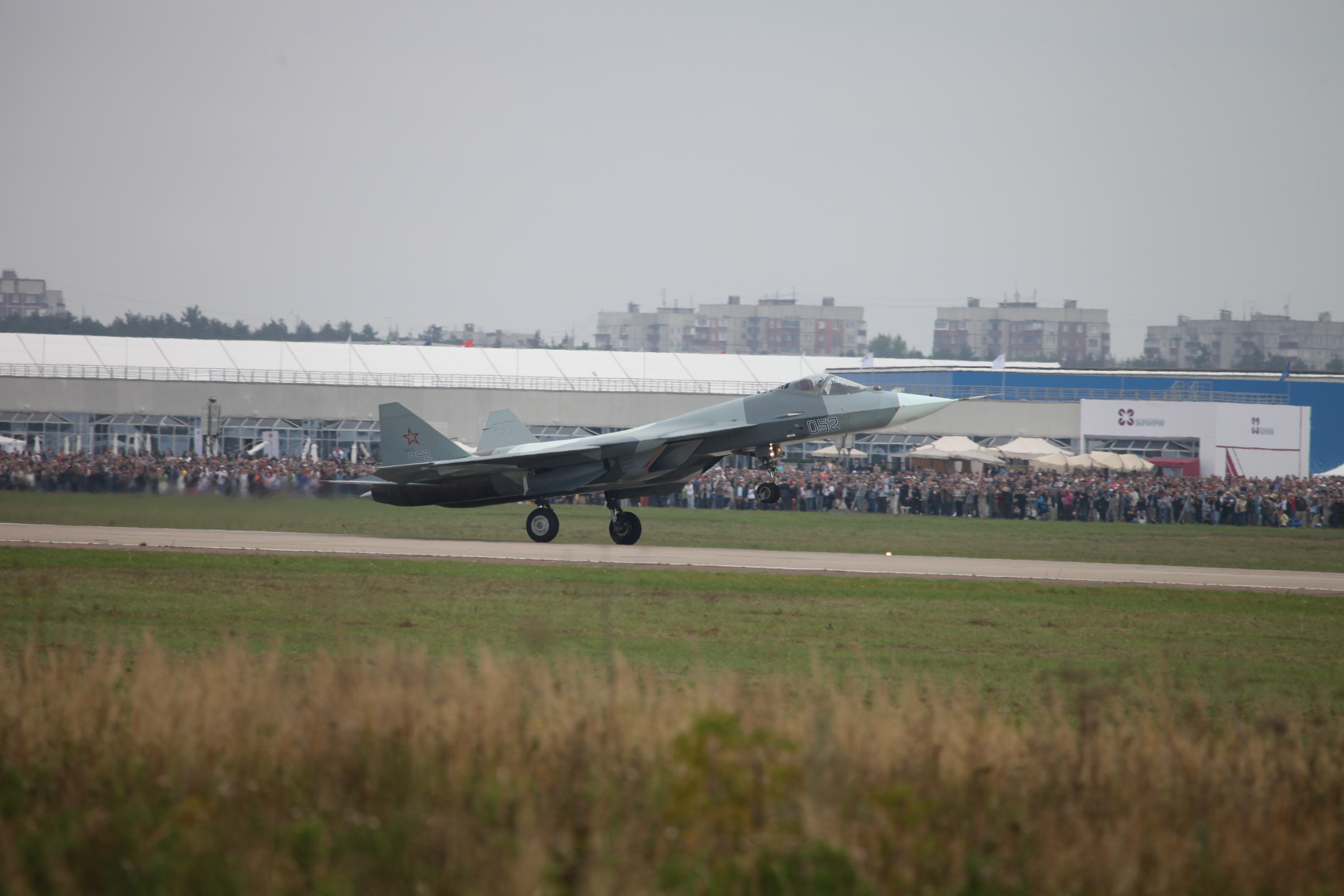
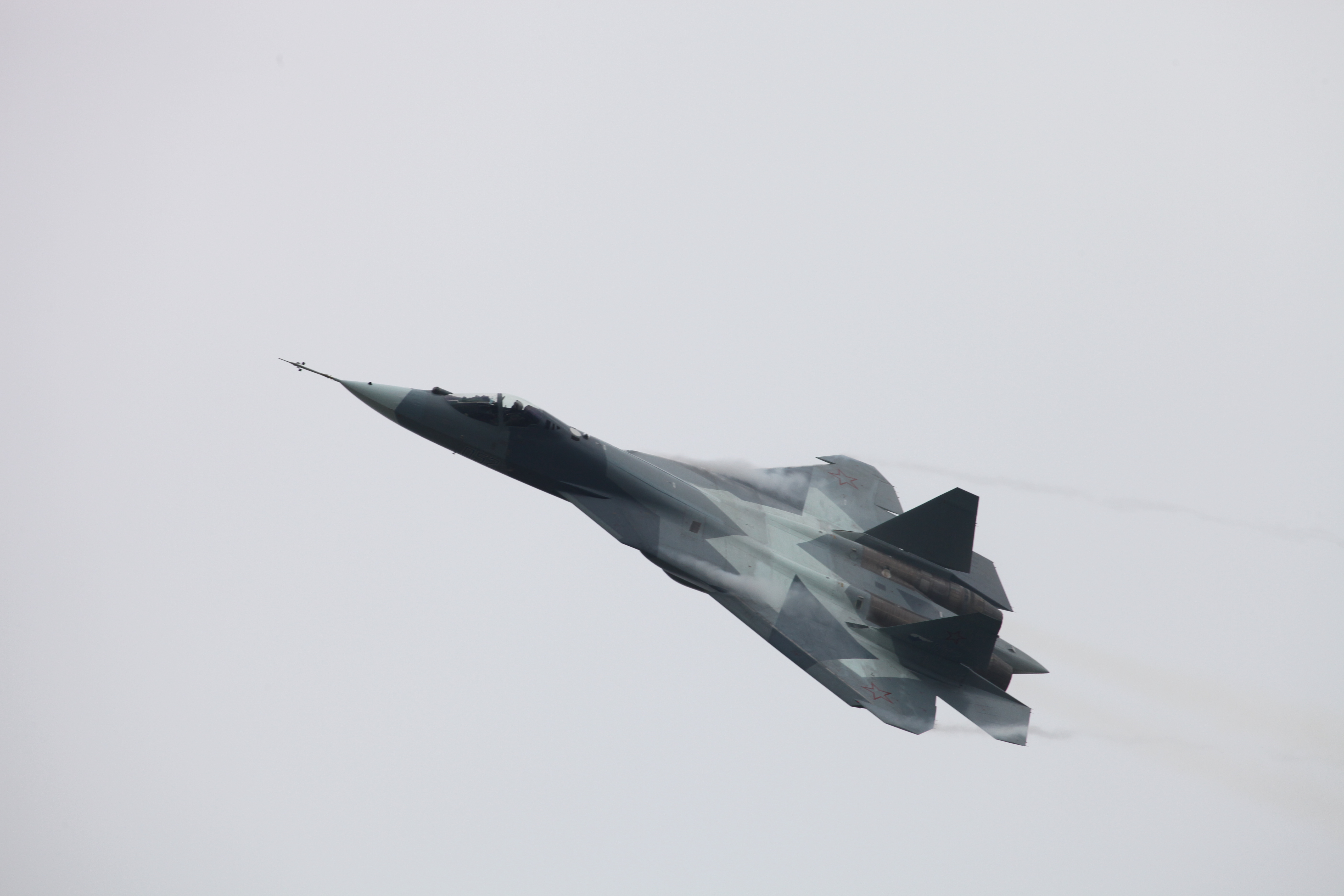
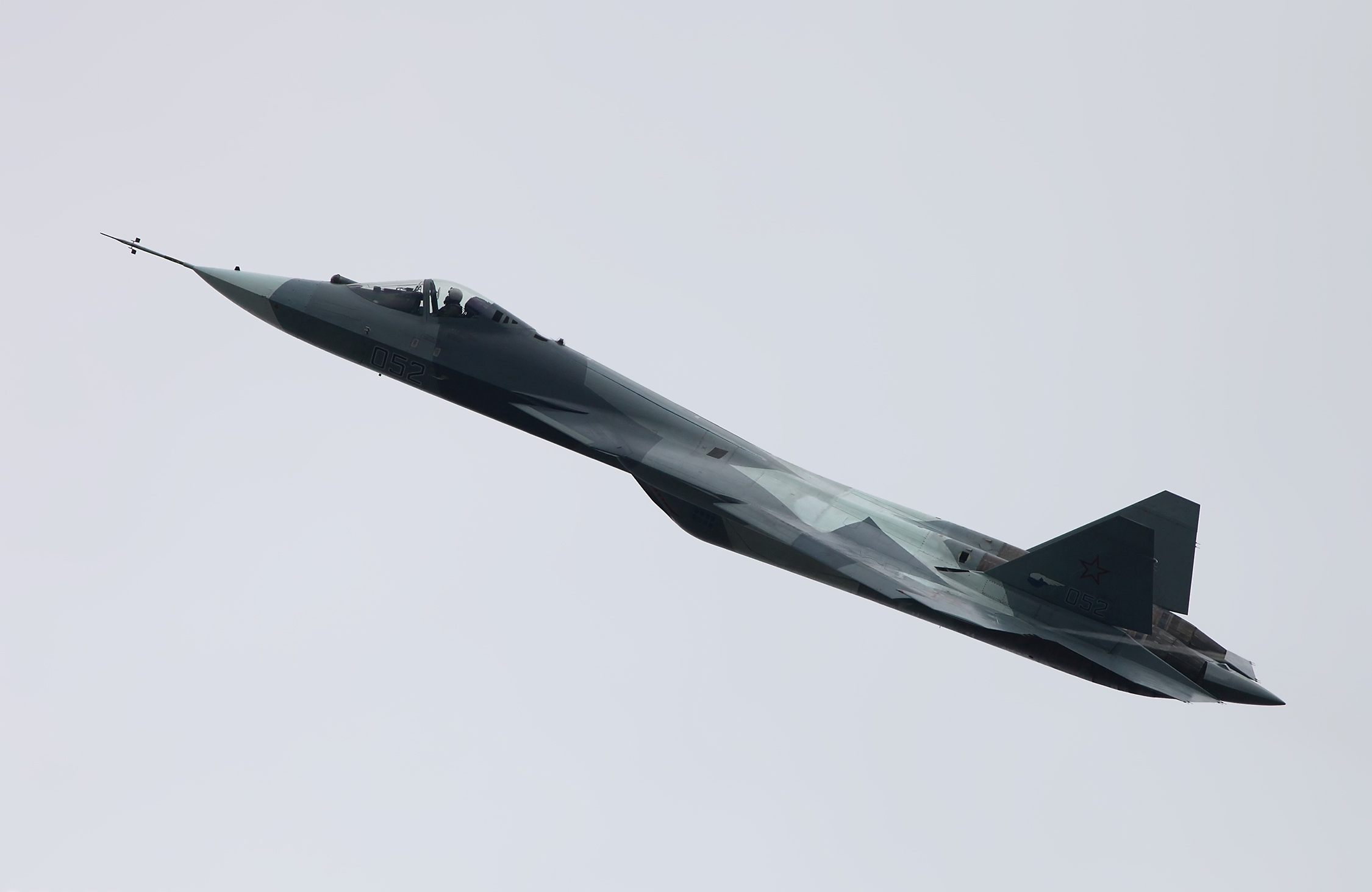
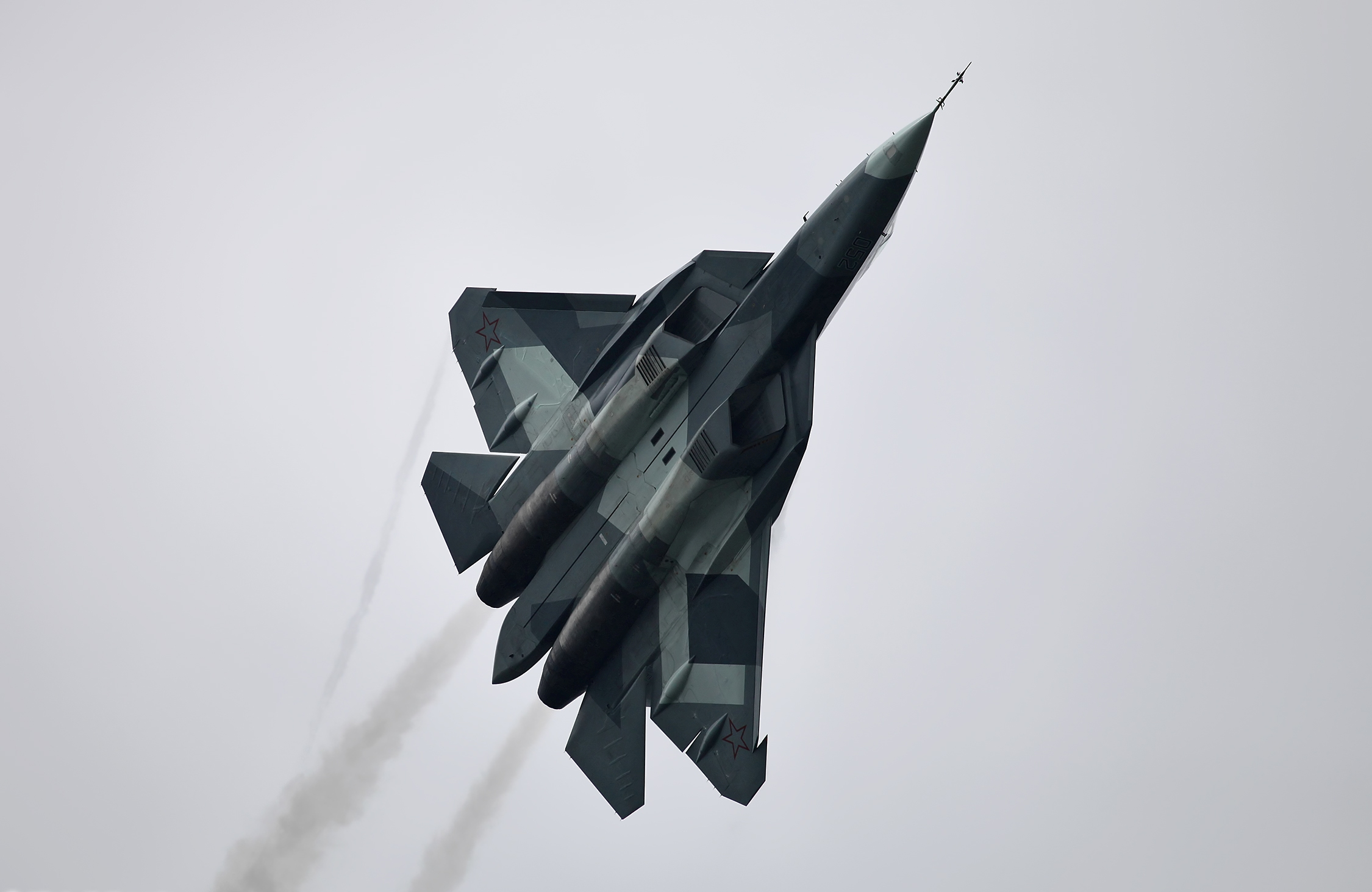
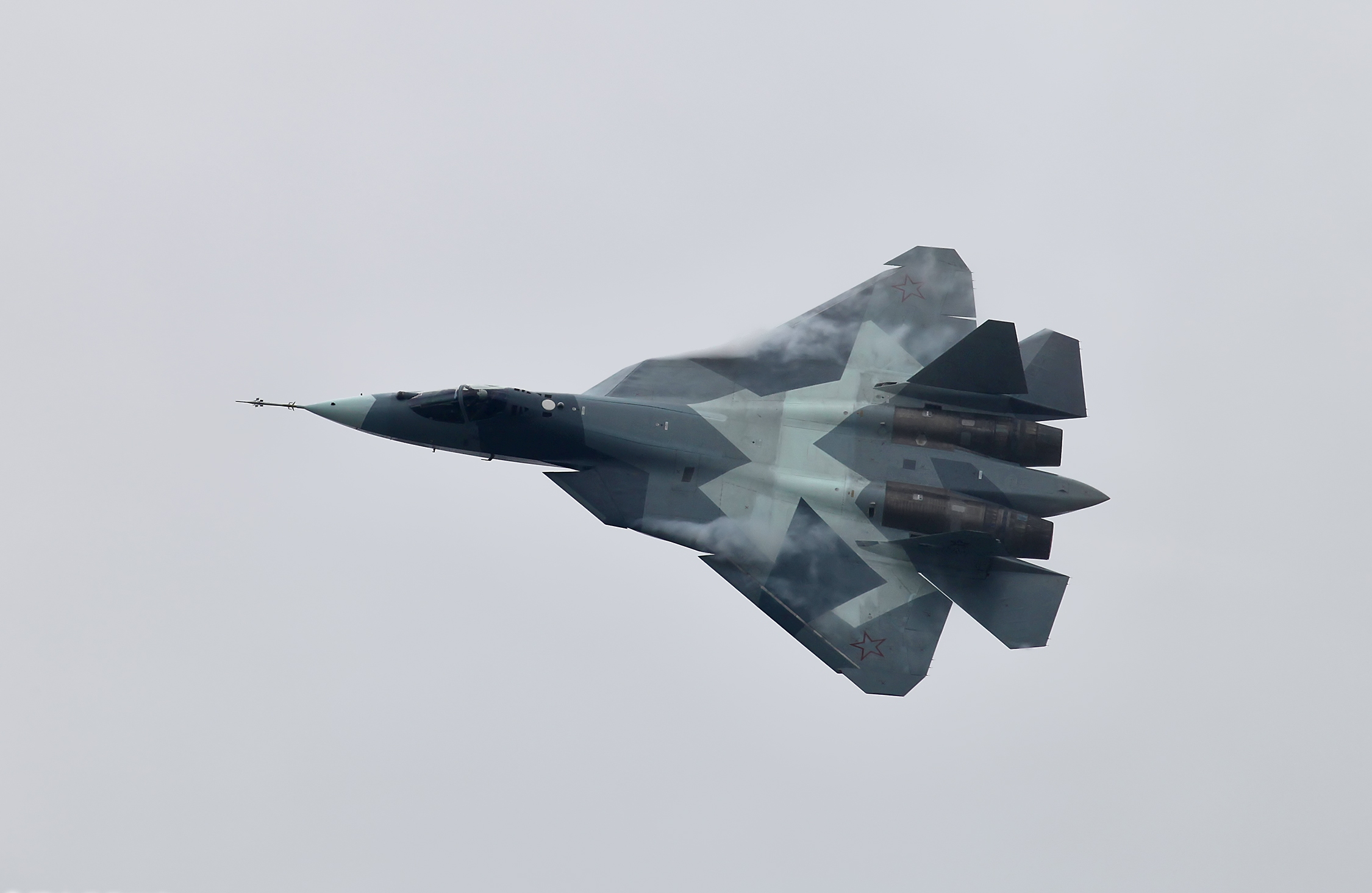
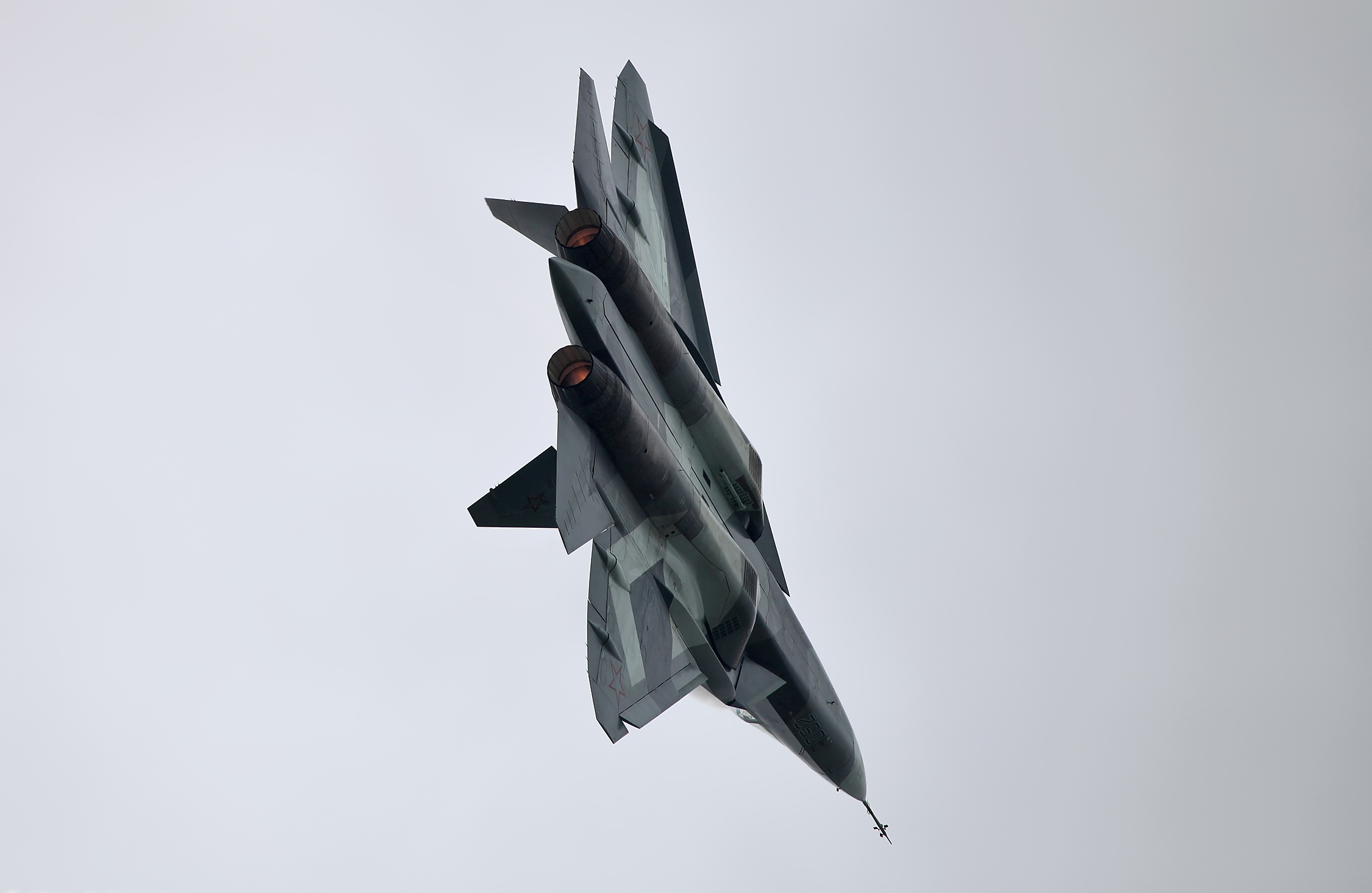
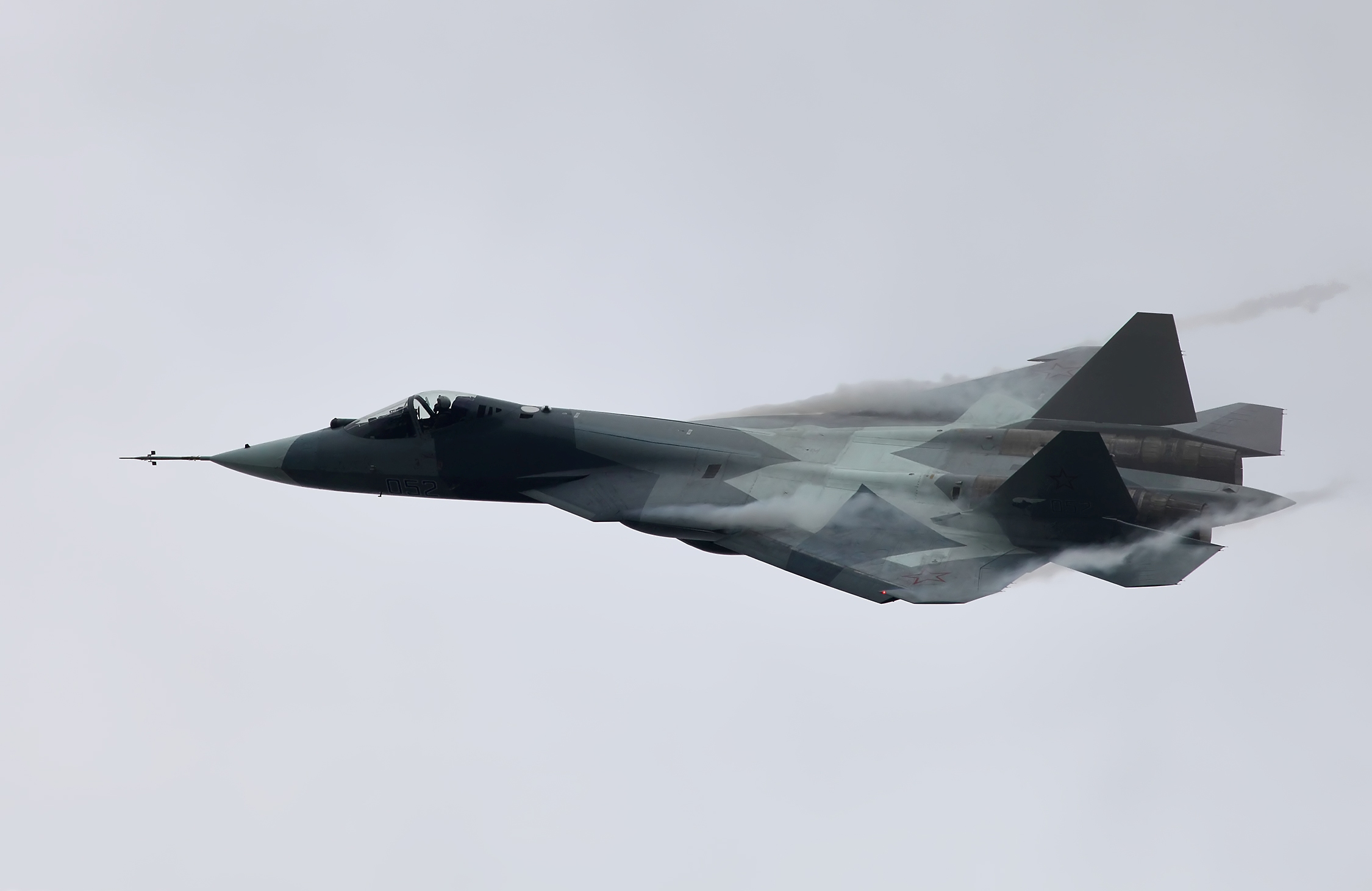
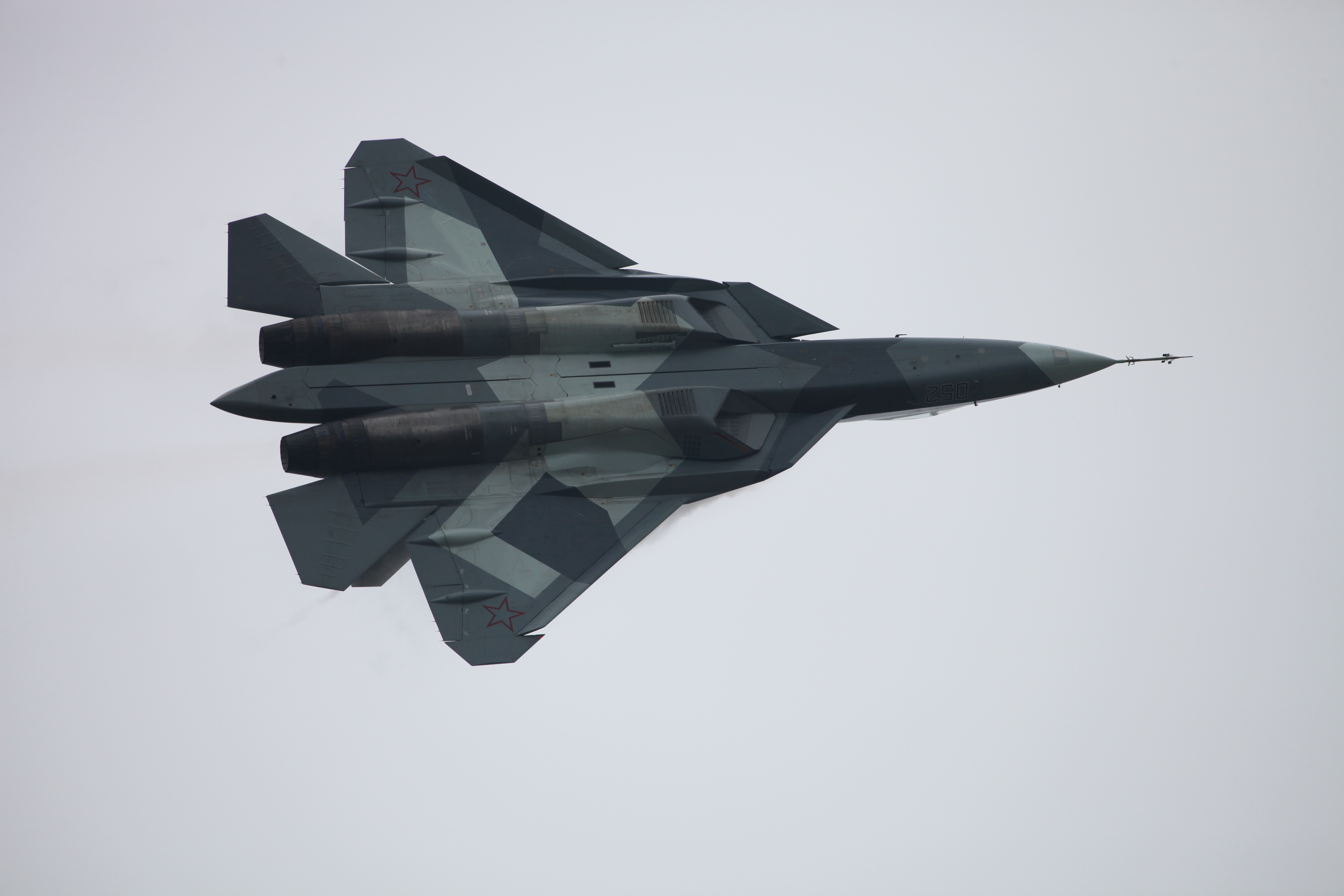

## Лётно-технические характеристики
Приведённые ниже характеристики частично являются расчётными (предположительными).

### Технические характеристики
- Экипаж: 1 человек
- Длина: 19,7 м[110]
- Размах крыла: 14 м
- Размах заднего ГО: 10,8 м
- Высота: 4,8 м
- Площадь крыла: 82 м²
- Угол стреловидности:
  - передней кромки: 48°
  - наплыва: 78°
  - задней кромки: −14°
- База шасси: 6 м
- Колея шасси: 5 м
- Масса:
  - пустого: 18 500 кг
  - нормальная взлётная масса:
    - с 63 % топлива: 26 510 кг
    - со 100 % топлива: 30 610 кг

Су-57 в трёх проекциях

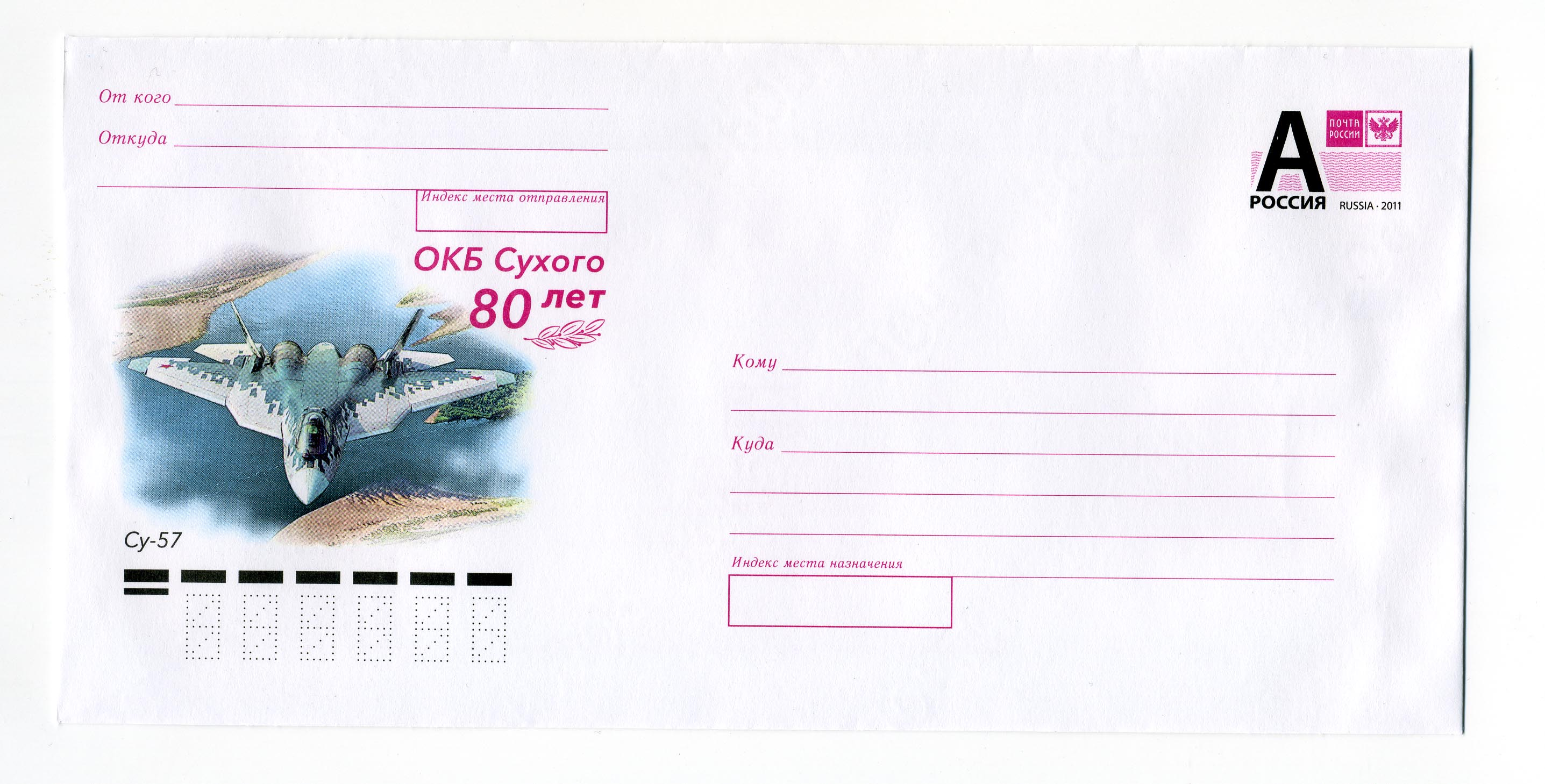
Почтовый конверт России, 2019

  - максимальная взлётная масса: 35 500 кг
  - Масса топлива: 11 100 кг[110]
- Объём топлива : Около 13,75 м³
- Нагрузка на крыло:
  - при максимальной взлётной массе: 433  кг/м²
  - при нормальной взлётной массе:
    - с 63 % топлива: 323,3 кг/м²
    - со 100 % топлива: 373 кг/м²
- Двигатель:
  - Тип двигателя: турбореактивный двухконтурный с форсажной камерой и управляемым вектором тяги
  - Модель: «АЛ-41Ф1» (на прототипе и самолётах первых партий[111], двигатель «второго этапа» имеет заводское обозначение «Тип 30»)
  - Тяга:
    - максимальная: 2 × 9500 (около 11000 на «Тип 30») кгс
    - на форсаже: 2 × 15 000 (около 18000 на «Тип 30») кгс

  - Масса двигателя: 1608 кг
  - Управление вектором тяги:
    - Макс. угол отклонения вектора тяги: 20°
    - Скорость отклонения вектора тяги: 60 °/с
- Тяговооружённость:
  - при нормальной взлётной массе:
    - с 63 % топлива: 1,13 (~1,36 с «Тип 30») кгс/кг
    - со 100 % топлива: 0,98 (~1,17 с «Тип 30») кгс/кг

  - при максимальной взлётной массе: 0,85 (~1,01 с «Тип 30») кгс/кг

### Лётные характеристики
- Максимальная скорость на высоте: 2,45 M ≈ 2600 км/час, 3000  км/час двигатель тип 30[112][110]
- Максимальная бесфорсажная скорость: 2 M ≈ 2100 км/час
- Практическая дальность:
  - на дозвуковой крейсерской скорости:
    - с 63 % топлива: 2800 км
    - со 100 % топлива: 4300 км
    - с 2 ПТБ: 5500 км

  - на сверхзвуковой крейсерской (бесфорсажной) скорости:
    - с 63 % топлива: 1200 км
    - со 100 % топлива: 2000 км
- Продолжительность полёта: до 5,8 ч
- Практический потолок: 20 000 м
- Длина разбега/пробега: 350 м (100 м)
- Максимальная эксплуатационная перегрузка: + 10—11 g

### Вооружение
- Пушечное: 30 мм встроенная пушка 9А1-4071К (модернизированная ГШ-30-1, темп стрельбы и энергия отдачи сохранились)
- Боевая нагрузка: 10 000 кг[110]
  - Для воздушного боя:
    - РВВ-МД2[113];
    - РВВ-СД Р-77М (испытания показаны в 2020 году, приспособлена для внутренних отсеков)[114];
    - РВВ-БД Р-37М — гиперзвуковая ракета с максимальной дальностью 300 км (только на внешних пилонах ценой увеличения ЭПР и лобового сопротивления[115][116])[117][118][119];

  - Против наземных и морских целей:
    - Х-35[110];
    - Х-38;
    - Х-58УШК;
    - Х-59[110];
    - Х-69 — запланированная крылатая ракета дальностью 290 км, которая может размещаться во внутренних отсеках[120][121];
    - Гром-Э1 — управляемая ракета, имеющая максимальную дальность поражения целей 120 км, которая рассчитана на запуск из внутренних отсеков вооружения[122][123];
    - Специальная авиабомба разработки ВНИИТФ[124];
    - УПАБ-1500Б-Э — управляемая планирующая авиационная бомба с максимальной дальностью применения 50 км[122][125];
    - КАБ-1500 (только на внешних пилонах[110]);
    - К08БЭ — корректируемая авиационная бомба массой 505 кг[122][126];
    - КАБ-500;
    - КАБ-250.
- Точки подвески:
  - Внутренние: 6 (2 в боковых грузовых отсеках и 4 в двух основных фюзеляжных грузовых отсеках); боковые отсеки рассчитаны на ракеты Р-74М2; в двух фюзеляжных отсеках устанавливается до 4 устройств АКУ-58 (УВКУ-50), к каждому устройству крепится одна ракета или бомба массой примерно до 700 кг[114];
  - Внешние: 6—8 (4 пилона под крылом и 2 пилона под воздухозаборниками, при этом два из четырёх подкрыльевых пилонов могут быть сдвоенными); устанавливаются, когда не требуется малозаметность[114][127].

Всего на самолёте четыре грузовых отсека: 2 боковых (БГрО) и 2 основных (ОГрО). В БГрО будут размещаться новые управляемые ракеты класса «воздух-воздух» малой дальности РВВ-МД. В ОГрО будет подвешиваться более широкая номенклатура вооружений: ракеты средней дальности РВВ-СД (Изделие 180), большой дальности РВВ-БД (Изделие 810), ракеты класса «воздух-поверхность» и бомбы. Отличия новых ракет от предшественников заключаются в повышенной дальности, чувствительности, помехозащищённости и возможности обнаружения и захвата цели во время автономного полёта, что позволяет производить быстрый пуск из внутренних отсеков вооружений. Также, вероятно, будут использоваться ракеты класса «воздух-воздух» КС-172 на внешних узлах подвески. Всего для нового истребителя разрабатывается вооружение 14 типов, включая ракеты «воздух-воздух» малой, средней, большой и сверхбольшой дальности, управляемые ракеты «воздух-поверхность» различного назначения, а также корректируемые авиабомбы.
Лётные испытания модернизированной скорострельной авиационной пушки 9А1-4071К, позволяющей отработать весь боекомплект носителя в любом режиме, проходили в 2014 году на самолёте Су-27СМ. На этом самолёте опытно-конструкторская работа по отработке этой пушки планируется в 2015 году после завершения испытаний.

## Эксплуатация
8 февраля 2018, в ходе посещения Комсомольского-на-Амуре авиационного завода им. Ю. А. Гагарина, замминистра обороны Юрий Борисов заявил о начале опытно-боевой эксплуатации истребителя Су-57.
По сообщениям СМИ, 22 февраля 2018 года два истребителя Су-57 прибыли на российскую авиабазу Хмеймим в Сирии. Уточняется, что самолёты были передислоцированы в рамках проведения второго этапа государственных испытаний. 1 марта министр обороны Сергей Шойгу подтвердил боевые испытания двух Су-57 в Сирии. 19 ноября 2018 года Минобороны России опубликовало кадры боевой работы Су-57 в Сирии. Сообщается, что всего было выполнено более 10 полётов.
В начале 2019 года стало известно, что третий опытный образец Су-57 используется в качестве летающей лаборатории по отработке ряда систем по теме «Охотник», в частности тестируется БРЭО, связь, отработка группового применения беспилотного аппарата.
В конце 2020 года сообщили, что первые истребители Су-57 поступили в ряды ВКС России в состав ЮВО.
28 декабря 2022 года стало известно, что ещё 4 экземпляра Су-57 были переданы министерству обороны Российской Федерации.
В ноябре 2023 года ОАК заявила, что в ВКС РФ поступит новая партия Су-57 до конца года.
Всего в 2023 году было произведено 12 самолётов и, таким образом, к концу 2023 года общий размер парка был увеличен до 22 самолётов.

## Происшествия

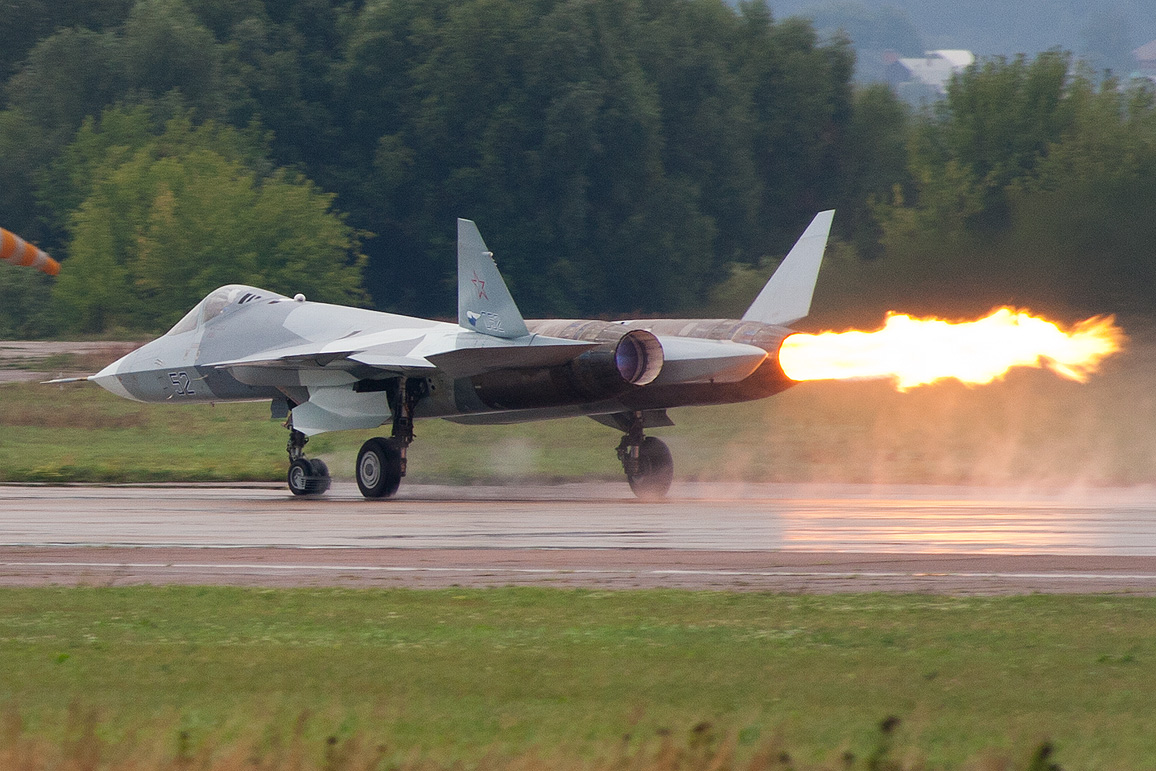
Помпаж Су-57 на авиасалоне МАКС-2011

21 августа 2011 года на МАКС-2011 при разгоне самолёта Су-57 (Т-50-2, б/н 52) была видна вспышка, после чего был выпущен тормозной парашют и самолёт остановился в пределах взлётно-посадочной полосы. Причиной происшествия стал сбой в работе автоматики силовой установки двигателя. По мнению специалистов, речь шла только о неустойчивой работе датчика, следящего за некоторыми параметрами силовой установки.
10 июня 2014 года на аэродроме Лётно-исследовательского института им. М. М. Громова в подмосковном Жуковском после выполнения штатного испытательного полёта при посадке самолёта Су-57 (Т-50-5, б/н 055) наблюдалось задымление над правым воздухозаборником, затем произошло локальное возгорание, которое было оперативно потушено. Самолёт подлежит восстановлению. Лётчик-испытатель Сергей Богдан, управлявший воздушным судном, успел покинуть машину и не пострадал. 7 декабря 2015 года после капитального ремонта самолёт вернулся в Жуковский для продолжения испытаний.
24 декабря 2019 года в 111 километрах от аэродрома Дзёмги в Хабаровском крае потерпел крушение самолёт Су-57. Лётчик успел катапультироваться и не пострадал. Причиной крушения стал отказ системы управления полётом.
По мнению эксперта Алексея Леонкова, спасение лётчика во многом обеспечила усовершенствованная система аварийного покидания самолёта. По данным анонимного источника, разбившийся самолёт был первым серийным образцом, с бортовым номером 01 «синий».
В ночь с 7 на 8 июня 2024 года один самолёт Су-57 был повреждён на аэродроме Ахтубинск в Астраханской области. 9 июня ГУР МО Украины опубликовало спутниковые снимки самолёта на аэродроме со следами взрыва и пожара в непосредственной близости от него, однако масштаб повреждений, которые получил самолёт, точно пока не известен. Украинская сторона не сообщила, каким способом была произведена атака (а также напрямую не взяла на себя ответственность за неё), однако губернатор Астраханской области Игорь Бабушкин 8 июня сообщил, что накануне ночью украинские БПЛА пытались атаковать территорию области, но все были уничтожены.
Наблюдатели выражают удивление тем фактом, что даже столь дорогостоящий самолёт, как Су-57, не был размещен в укреплённом ангаре.

## Оценка истребителя
Истребитель Су-57 имеет возможность использовать ракеты Р-77 и Р-37М.
В декабре 2020 года в блоге издания The National Interest своё мнение о Су-57 опубликовал Марк Эпископос, назвав пять передовых особенностей истребителя. Су-57 более чем превосходит F-35 по аэродинамике, имея скорость до 2 Махов без использования форсажа и дальность полёта до 3500 км. Боевой самолёт несёт мощный арсенал ракет «воздух-воздух»: К-74М2 с инфракрасным наведением средней дальности, К-77М с радиолокационным наведением и дальностью поражения более 150 км, Р-37М большой дальности; способен наносить удары по наземным объектам ракетами Х-38 и рядом корректируемых авиабомб; является носителем гиперзвуковой ракеты Х-47М2 «Кинжал». Су-57 заметно более продвинутый, но сопоставимый по стоимости в сравнении с высокоэффективным предшественником Су-35. Истребитель имеет хорошо реализованный комплекс авионики, включающий радары бокового обзора, обеспечивающие ситуационную осведомлённость при противодействии собственному обнаружению, и инфракрасную систему поиска и слежения, облегчающую обнаружение и поражение малозаметных самолётов на большой дальности. Усиливает его возможности БПЛА «Охотник», оказывающий поддержку в разведке и передаче данных, а также способный наносить удары.

### Критика
Военный аналитик Майкл Кофман в интервью изданию Business Insider поделился мнением, что по малозаметности Су-57 превосходит истребители четвёртого поколения, но есть сомнения, что он соответствует F-22 и F-35 как по малозаметности, так и по стоимости, назвав Су-57 «самолётом-невидимкой для бедняков». Кофман заявил, что не считает Су-57 прямым конкурентом F-22 или F-35, но предпочёл бы российский Су-57 китайскому J-20.
В конце апреля 2018 года Индия вышла из совместного с Россией проекта FGFA (Fifth Generation Fighter Aircraft), предполагающего создание на основе Су-57 первого индийского истребителя пятого поколения. Индийские военные считают, что создаваемый российский истребитель не отвечает заявленным требованиям малозаметности. Также индийская сторона полагает, что боевая авионика, радары и датчики российской разработки не соответствуют стандартам боевого самолёта пятого поколения.
В ноябре 2018 года The National Interest отреагировал на заявление главного конструктора-директора ОКБ Сухого Михаила Стрельца о превосходстве Су-57 над F-22 и F-35. Дэвид Акс ответил, что сравнение F-22 и Су-57 вряд ли имеет значение кроме чисто концептуального, так как F-22 состоит на вооружении и принимает участие в боевых операциях, а Су-57, спустя 8 лет после первого полёта, по-прежнему остаётся прототипом. Также эксперт выразил сомнение в готовности дюжины Су-57 к продолжительным боевым действиям.
В январе 2019 года The National Interest прокомментировал сообщение корпорации «Ростех» о новом покрытии остекления кабин самолётов. Дэвид Акс отметил, что подобные технологии применялись уже в 1980-х годах, а также подверг сомнению значительное снижение ЭПР, которая в большей степени зависит от других факторов. Кроме того, эксперт высказал мнение, что истребитель слишком дорог для России, так как ВКС приобрели лишь 10 малозаметных истребителей за 8 лет с момента первого полёта в 2010 году, резюмируя, что одна эскадрилья из 12 заказанных самолётов вряд ли сильно повлияет на военную мощь РФ.
В январе 2020 военный обозреватель Дэвид Акс заявил, что это вовсе не означает готовность Су-57 к серийному производству, тем более к полномасштабной войне с высокотехнологичным противником, так как Су-57 «был и остаётся прототипом». Акс отметил, что программа Су-57 испытывает недофинансирование, что может повлиять на планы по покупке десятков Су-57 и развитие в полностью боеспособный военный самолёт.
В марте 2020 года военный журналист Калеб Ларсон подверг критике двигатель второго этапа «Изделие 30». Ларсон отмечал сообщения о проблемах с надёжностью и контролем качества, в том числе ссылаясь на издание The Drive, в которой говорится, что «неудачи в прошлом ставят под сомнение контроль качества» компании «Сатурн». Автор заявляет, что «Изделие 30» является улучшенной версией АЛ-31Ф, а Су-57 нуждается в двигателе совершенно новой конструкции. Ларсон считает, что хотя Су-57 имеет лучшую ЭПР, у России в нём нет острой необходимости при наличии Су-35С, имеющего продвинутый для истребителя четвёртого поколения планер, и других самолётов проверенной платформы, не стоит начинать его серийное производство в период пандемии и экономического спада, так как «Су-35С дешевле и эффективнее».
По мнению экспертов, Су-57, поставляемый в ВВС России, будет оснащаться двигателем АЛ-41Ф1, который используется в Су-35С. Использование более старого двигателя ограничит летно-технические характеристики Су-57 и отрицательно скажется на малозаметности.

## Операторы
Россия — 14 единиц Су-57 по состоянию на октябрь 2023 года.